# ایبان مایوز
ایبان مایوز (اسپانیایی: Iban Mayoz‎؛ زادهٔ ۳۰ سپتامبر ۱۹۸۱) دوچرخه‌سوار اهل اسپانیا است. وی در مسابقات تور دو فرانس و جیرو دیتالیا شرکت کرده است.